# Aorta (Band)
Aorta war eine US-amerikanische Band im Bereich des Psychedelic Rock. Sie veröffentlichte 1969 und 1970 zwei Alben.

## Geschichte
1962 entstand in Rockford (Illinois) die Band Kal David and the Exceptions mit Kal David (Gesang, Gitarre), Peter Cetera (Bass, Gesang), Denny Ebert (Schlagzeug, Gesang) und Marty Grebb (Saxofon, Keyboard, Gitarre, Gesang). David verließ die Gruppe 1965, um bei „The Rovin’ Kind“ einzusteigen, aus denen später Illinois Speed Press wurde; für ihn kam James Vincent (später bekannt als Jim Donlinger).
Zu dieser Zeit nannte sich die Band The Exceptions. Sie veröffentlichten ein paar Singles und die EP Rock and Roll Mass, bevor Grebb zu The Buckinghams wechselte und durch Jim Nyeholt ersetzt wurde. Für Ebert kam Billy Herman.
Als The Exception nahmen Vincent (Donlinger), Cetera, Nyeholt und Herman einige Singles auf. Als die Band sich in Richtung Psychedelic Rock entwickelte, verließ Cetera die Gruppe und ging zu „The Big Thing“, aus denen „Chicago Transit Authority“ und schließlich Chicago wurde.
Mit Bobby Jones als neuem Bassisten änderte die Gruppe 1967 ihren Namen in „Aorta“. Für kurze Zeit war Dan Hoagland (Tenorsaxofon) Mitglied der Gruppe. Sie veröffentlichten die Single The Shape of Things to Come, geschrieben von Barry Mann und Cynthia Weil und zu hören im Film Wild in den Straßen (1968).
1969 erschien das Debütalbum Aorta, parallel zu den Debütalben der Gruppen Chicago Transit Authority, Illinois Speed Press und The Flock, gemeinsam vermarktet als „Chicago Sound“. Das Album erreichte Platz 167 in den Billboard 200. Weder das Album noch die Single Strange (geschrieben von Hoagland, bevor er die Band verließ) waren kommerziell erfolgreich. Die Band spielte als Vorgruppe von Led Zeppelin, Janis Joplin und The Mothers of Invention, und hatte ein Konzert im Fillmore East in New York City.
Jones und Herman verließen die Gruppe, und Donlinger und Nyeholt, zusammen mit Donlingers Bruder Tom (Schlagzeug), gingen zur Rotary Connection. Bald beschlossen sie jedoch, Aorta wieder aufleben zu lassen. Die Donlinger-Brüder, Nyeholt und Michael Been (Bass, Gitarre und Gesang) nahmen das zweite Album Aorta 2 auf, das sich stilistisch jedoch stark vom Debütalbum unterschied und deutlich in Richtung Country-Rock mit christlichen Anklängen bewegte.
Nach der Veröffentlichung des zweiten Albums löste sich Aorta 1970 auf. Jim Donlinger und Michael Been, zusammen mit dem früheren Exceptions-Mitglied Marty Grebb, schlossen sich der Band Lovecraft (ehemals H. P. Lovecraft) an. Been gründete später The Call.

## Diskografie

### Alben
- 1969: Aorta – Platz 167 in den Billboard 200, wieder veröffentlicht 1996
- 1970: Aorta 2

### Singles
- 1968: Shape of Things to Come / Strange
- 1969: Strange / Ode to Missy Mxyzosptlk
- 1970: Sand Castles / Willie Jean